# Cácher

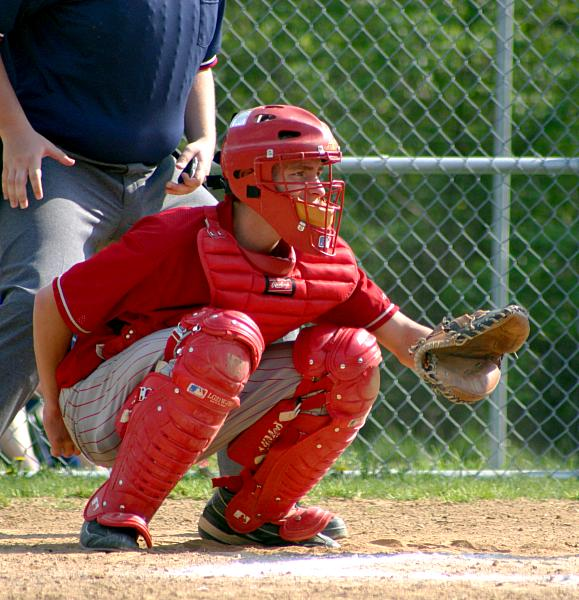
Cácher. Se puede observar parte del equipo de protección usado por los cácheres: casco, careta o mascarilla, gargantera, peto, espinilleras, y guante o manopla (especial para la posición).

El receptor o cácher (no debe usarse el extranjerismo crudo catcher) es el jugador en béisbol y sóftbol que en su turno defensivo ocupa su posición directamente detrás del home en el juego y recibe los envíos del lanzador. A esta posición se le asigna el número 2.

## Posturas
Ya que una de las responsabilidades a continuar del cácher es el de completar los lanzamientos enviados por el lanzador (pitcher) y ofrecidos al bateador (jugador ofensivo), el cácher comúnmente adopta la posición de cuclillas, o sea que dobla sus piernas para bajar su cuerpo con el fin de acercarse a la zona donde el lanzamiento debe pasar sobre el home (la goma).
- Variación de cuclillas. Ya que la postura más común durante el juego para el cácher es el que se acuclille, también se practica una postura con una de las piernas extendidas y alejada del bateador, la cual llega a ser un tanto más descansada.
- Base por bolas intencional (abiertamente indicada). Durante el partido, el cácher puede abandonar su posición en cualquier momento para recibir un lanzamiento o realizar una jugada, excepto cuando el bateador está recibiendo una base por bolas intencional; esto es que, el cácher debe pararse con ambos pies dentro de las líneas del cajón del cácher —las cuales son delimitaciones señaladas sobre la tierra del área de juego— hasta que la bola abandone la mano del lanzador. El cácher se para y extiende su brazo más lejano al bateador para instruir que el lanzamiento debe ser lejano al jugador contrario.

Debido a la importancia defensiva estratégica de la posición de cácher, si uno tiene habilidades defensivas excepcionales, los equipos a menudo están dispuestos a pasar por alto sus debilidades ofensivas relativas. La capacidad de un cácher conocedor para trabajar con el lanzador, a través de la selección y ubicación de lanzamientos, puede disminuir la efectividad del ataque del equipo contrario. Muchos grandes receptores defensivos trabajaron en relativo anonimato, ya que no producían números ofensivos destacados. Ejemplos notables de especialistas defensivos con poca producción ofensiva fueron Jerry Grote, Jeff Mathis, Martín Maldonado, Ray Schalk, Jim Hegan, Jim Sundberg y Brad Ausmus. El promedio de bateo en la carrera de Schalk de .253 es el más bajo de cualquier jugador de posición en el Salón de la Fama del Béisbol. Su elección para ser incluido en 1955 fue en gran medida un homenaje a sus destacadas habilidades defensivas.

## Protección
La hechura del equipo personal de protección ha evolucionado con los años. Con el uniforme de juego, el cácher emplea algunos artículos únicos a esta posición.
- Casco. El casco es un poco parecido al empleado por los bateadores.
- Careta. Tiene un perímetro de amortiguación que acomoda la parte externa de la cara. La parte que protege el rostro y permite visión, está elaborada con metal resistente y rígido. Algunas de ellas vienen integradas con el casco de protección.
- Protección para la garganta. Esta ha sido implementada algunas siendo más largas y móviles, colgando de la parte inferior de la careta, y otras más cortas y rígidas como parte de la máscara.
- Peto. Se viste para proteger el pecho, esternón y abdomen, y hay algunos que ofrecen protección adicional para los genitales, por ser extendidos.
- Concha medicinal. Protección para los testículos.
- Rodilleras. Protectores de rodillas, espinillas y empeines.
- Manopla. La manopla del cácher puede ser identificada por su característico diseño. También se la conoce como «mascota».

## Técnica de un cácher

El cácher representado por la letra C

Es el único jugador que en la posición defensiva tiene una visión del campo opuesta a la de sus compañeros de equipo.
El cácher juega un papel muy importante en el béisbol, pues por su ubicación observa todo el campo y planea una estrategia respecto a lo que ve para ganar el partido; tiene que estar muy pendiente de todo el juego, cada lanzamiento y de cada base. Una persona que ocupe esta posición debe ser una persona ágil y sagaz, pues hay jugadas particulares en las que participa.

### Jugadas extraordinarias

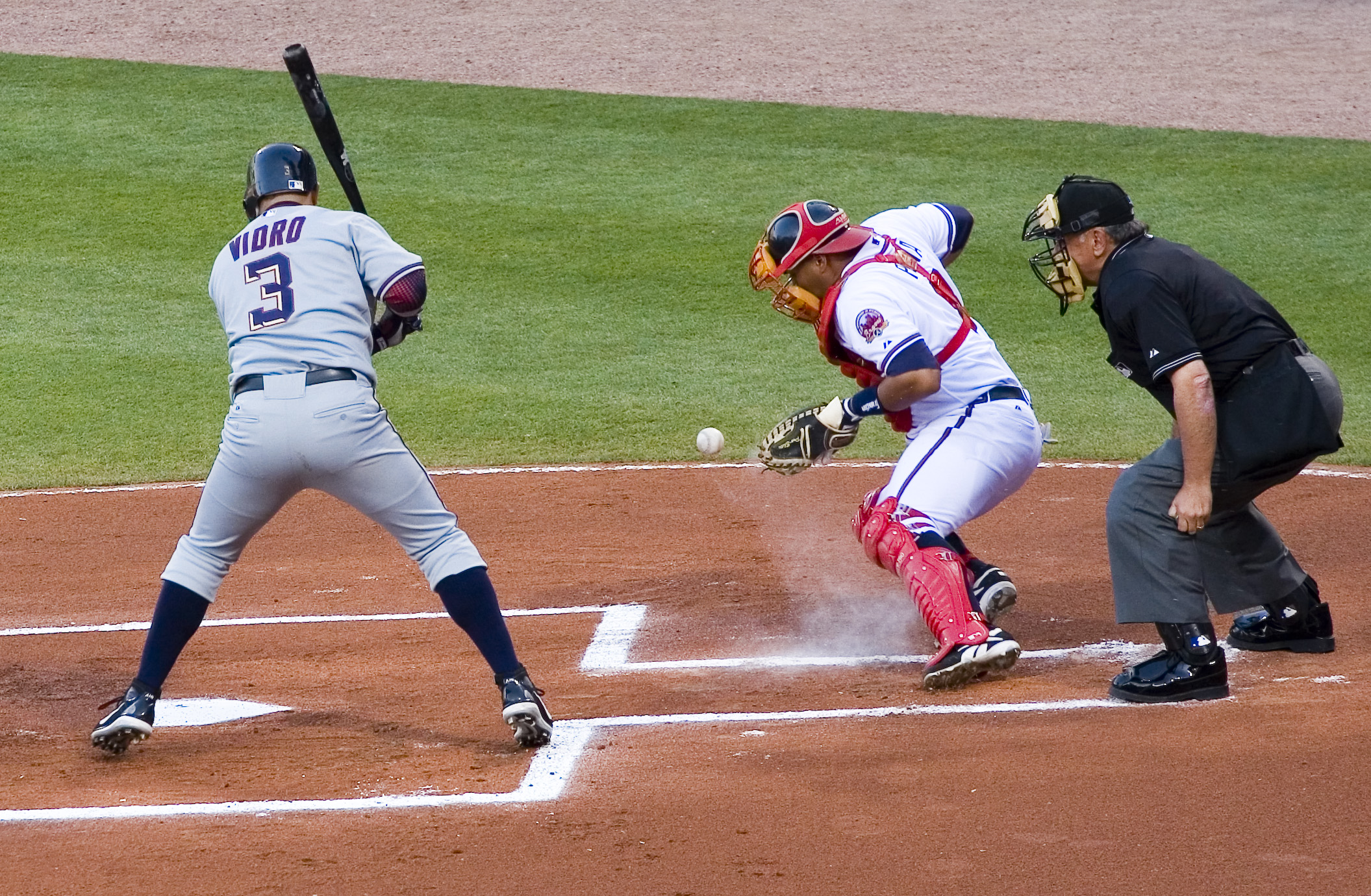
El cácher contiende con una bola difícil

- robo de bases;
- jugador lejos de la base;
- foul (foul ball);
- foul tip en tercer strike;
- wild pitch;
- encontronazo en home.

## Estrategia
- señalamientos;
- peticiones al umpire;
- consejo en el montículo;
- pelota nueva;
- verificación bola dudosa;
- petición a los jueces de línea sobre un abanico fuera de la zona de strike.

En las Grandes Ligas, muchos mánagers han sido cácheres.